# Bjorg Lambrecht
Bjorg Lambrecht (Gante, 2 de abril de 1997-Rybnik, 5 de agosto de 2019) fue un ciclista profesional belga miembro del equipo Lotto Soudal. Falleció tras sufrir una caída durante la 3.ª etapa del Tour de Polonia 2019.

## Palmarés
2016
- Ronde d'Isard, más 1 etapa
- 2.º en el Campeonato Europeo en Ruta sub-23

2017
- Carrera de la Paz sub-23, más 1 etapa
- 1 etapa de la Ronde d'Isard
- Lieja-Bastoña-Lieja sub-23

2018
- 1 etapa del Tour de los Fiordos
- 2.º en el Campeonato Mundial en Ruta sub-23

## Resultados en Grandes Vueltas
| Carrera | Carrera         | 2018 | 2019 |
| ------- | --------------- | ---- | ---- |
|         | Giro de Italia  | —    | —    |
|         | Tour de Francia | —    | —    |
|         | Vuelta a España | Ab.  | —    |

—: no participa

Ab.: abandono